# Leopold Bregant
Leopold Bregant, slovenski klinični psiholog, * 6. november 1926, Maribor, † 30. april 1986, Ljubljana.

## Življenje in delo
Po diplomi iz prava na Pravni fakulteti (1950) in psihologije na Filozofski fakulteti v Ljubljani (1954) se je na tukajšnji univerzi specializiral za medicinsko psihologijo (1959), za psihoanalizo pa na psihoanalitičnih inštitutih v Berlinu in Göttingenu (1963, 1968). Več let je bil predavatelj  specialne psihologije na Pedagoški akademiji in medicinske psihologije na Medicinski fakulteti v Ljubljani. V letih 1954−1986 je bil zaposlen na Psihiatrični bolnišnici Ljubljana – Polje, od 1975 je predaval na Akademiji za gledališče, radio, film in televizijo v Ljubljani psihodinamiko dramskih besedil. Ukvarjal se je s psihoterapijo, korekcijo disocialnih motenj, medicinsko psihologijo in psihoanalizo v umetnosti in bil med pionirji klinične psihologije na Slovenskem. Napisal je več knjig, učbenikov in strokovnih člankov.